# Marc Anthony
Marc Anthony, właśc. Marco Antonio Muñiz (ur. 16 września 1968 w Nowym Jorku) – amerykański piosenkarz i aktor pochodzenia portorykańskiego. Najbardziej znany z wykonywania salsy oraz latynoamerykańskich ballad.
W 1988 wydał swój debiutancki album pt. Rebel. Od tamtej pory wydał jeszcze kilka płyt: When the Night is Over (1991), Otra Nota (1993), Todo a Su Tiempo (1995), Contra la Corriente (1997), Marc Anthony (1999), Libre (2001), Mended (2002), Amar Sin Mentiras (2004), Valió la Pena (2004), El Cantante (2006) i Inconos (2010).

## Życiorys
Urodził się w Nowym Jorku w rodzinie rzymskokatolickiej jako syn Guillermin i Felipe Muñiza, byłego muzyka, który pracował w szpitalnej restauracji. Dorastał we wschodnim Harlemie.
W walentynki 2000 stacja HBO wyemitowała program telewizyjny pt. Marc Anthony: The Concert from Madison Square Garden będący zapisem koncertu Anthony'ego w Madison Square Garden. W 2001 roku wziął udział w koncercie Michaela Jacksona. Wystąpił także w programach telewizyjnych, takich jak: Entertainment Tonight i Boże Narodzenie w Waszyngtonie (Christmas in Washington), jak również podczas finału wyborów Miss Universe 2001, 66. ceremonii wręczenia Złotych Globów oraz 47. gali rozdania Country Music Awards. W 2012 był jurorem w drugiej edycji programu The X Factor.

### Życie prywatne
Ze związku z Debbie Rosanda ma córkę Ariannę (ur. 1994). 9 maja 2000 w Las Vegas poślubił byłą Miss Universe Dayanarę Torres Delgado, z którą ma dwóch synów: Cristiana Marcusa (ur. 5 maja 2001; otrzymał imię na cześć meksykańskiego piosenkarza Cristiana Castro) i Ryana Adriana (ur. 16 sierpnia 2003). Małżeństwo zakończyło się w październiku 2003, a w styczniu 2004 Daynara złożyła pozew o rozwód.
5 czerwca 2004 ożenił się z aktorką i piosenkarką Jennifer Lopez. Mają bliźnięta, córkę Emmę Maribel i syna Maximiliana Davida (ur. 22 lutego 2008). Magazyn „People” zapłacił rodzicom 6 mln dol. za pierwszą sesję zdjęciową z dziećmi. 15 lipca 2011 para ogłosiła separację, a 9 kwietnia 2012 Anthony złożył wniosek o rozwód.

## Dyskografia
- Rebel (1988)
- When the Night Is Over (1991)
- Otra nota (1993)
- Todo a su tiempo (1995)
- Contra la corriente (1997)
- Marc Anthony (1999)
- Libre (2001)
- Mended (2002)
- Amar sin mentiras (2004)
- Valió la pena (2004)
- Sigo siendo yo (2006)
- El cantante (2007)
- Iconos (2010)
- Rain Over Me (wraz z Pitbullem) (2011)
- Vivir Mi Vida (2013)

## Wybrana filmografia
| Rok       | Tytuł                                            | Rola                                               | Reżyser                       |
| --------- | ------------------------------------------------ | -------------------------------------------------- | ----------------------------- |
| 1990      | East Side Story                                  | Flaco                                              | Frank Di Sardo                |
| 1993      | Życie Carlita (Carlito’s Way)                    | Grupa Latino na Dyskotece, śpiewa „Parece Mentira” | Brian De Palma                |
| 1994      | Natural Causes                                   | strażnik morski                                    | James Becket                  |
| 1995      | Hakerzy (Hackers)                                | agent Ray                                          | Iain Softley                  |
| 1996      | Wielkie otwarcie (Big Night)                     | Cristiano                                          | Campbell Scott, Stanley Tucci |
| 1996      | Al compas de un sentimiento                      | piosenkarz                                         | Marcos Zurinaga               |
| 1996      | Belfer (The Substitute)                          | Juan Lacas                                         | Robert Mandel                 |
| 1997      | MADtv                                            | zawodnik futbolu amerykańskiego nr 30              | John Blanchard                |
| 1999      | Uciekająca panna młoda (Runaway Bride)           | wykonanie piosenki „You Sang To Me”                | Garry Marshall                |
| 1999      | Ciemna strona miasta (Bringing Out the Dead)     | Noel                                               | Martin Scorsese               |
| 2001      | Czas motyli (In the Time of the Butterflies, TV) | Lio                                                | Mariano Barroso               |
| 2004      | Człowiek w ogniu (Man on Fire)                   | Samuel Ramos                                       | Tony Scott                    |
| 2006      | Pieśniarz (El Cantante)                          | Hector Lavoe                                       | León Ichazo                   |
| 2010-2011 | Siostra Hawthorne (HawthoRNe, serial TV)         | policjant Nick Renata                              | Rosemary Rodriguez            |